# اسماعیل منصور
اسماعیل منصور(۹۱۳-۹۵۳ میلادی) سومین خلیفه از خلفای فاطمی و سیزدهمین امام در مذهب شیعه اسماعیلی است؛ او پس از مرگ پدرش محمد قائم بأمرالله در سال ۳۳۴ هجری به خلافت رسید. او فتنه ابن کیداد خارجی را دفع کرد و شهر منصوریه را بنا نهاد؛ او سیسیلیه را دوباره به اشغال فاطمیان درآورد. سرانجام منصور بر اثر بیماری در سال ۹۵۳ میلادی درگذشت و پسرش المعز لدین‌الله جانشین او شد.

## کتابشناسی/ یادکردها
- ویلیام بوردهی (۱۳۶۴)، تحقیقی در آیین اسماعیلیه، ترجمهٔ زهرا سعیدی، مشهد: تابناک
- محمد بن زین العابدین (۱۳۶۲)، تاریخ جماعت اسمعیلیه:هدایت المومنین الطالبین، ترجمهٔ هما خاقان زاده، به کوشش الکساندر سیمونوف.، تهران: اساطیر